# Règlement allemand sur l'immatriculation des véhicules
Le règlement allemand sur l'immatriculation des véhicules pour la circulation routière, ou en abrégé, le règlement d'immatriculation des véhicules (FZV pour Fahrzeug-Zulassungsverordnung ), est un règlement fédéral, qui reprend les parties sur l'approbation technique de la réglementation allemande sur les licences routières (StVZO), qu'il a, avec la réglementation en vigueur sur l'immatriculation du véhicule  (FRV) remplacé et standardisé pour la circulation sur voies publiques.
Les lois de la circulation devrait donc suivre une évolution étape par étape.
Cette nouvelle réglementation est liée à des changements dans le catalogue uniforme fédéral. 
Ces modifications concernent par exemple la loi d'octroi de licences pour les véhicules, les infractions pour les passages à niveau et des tunnels, des dispositions particulières pour les titulaires de permis de conduire étrangers et la conduite accompagnée («la conduite à 17 ans»).
De nouvelles lois sont en élaboration pour la compléter, comme le règlement sur le permis pour véhicule ou le règlement d'exploitation des véhicules qui seront établis pour finir d'abroger le StVZO.